# Palamedes (mitologia)

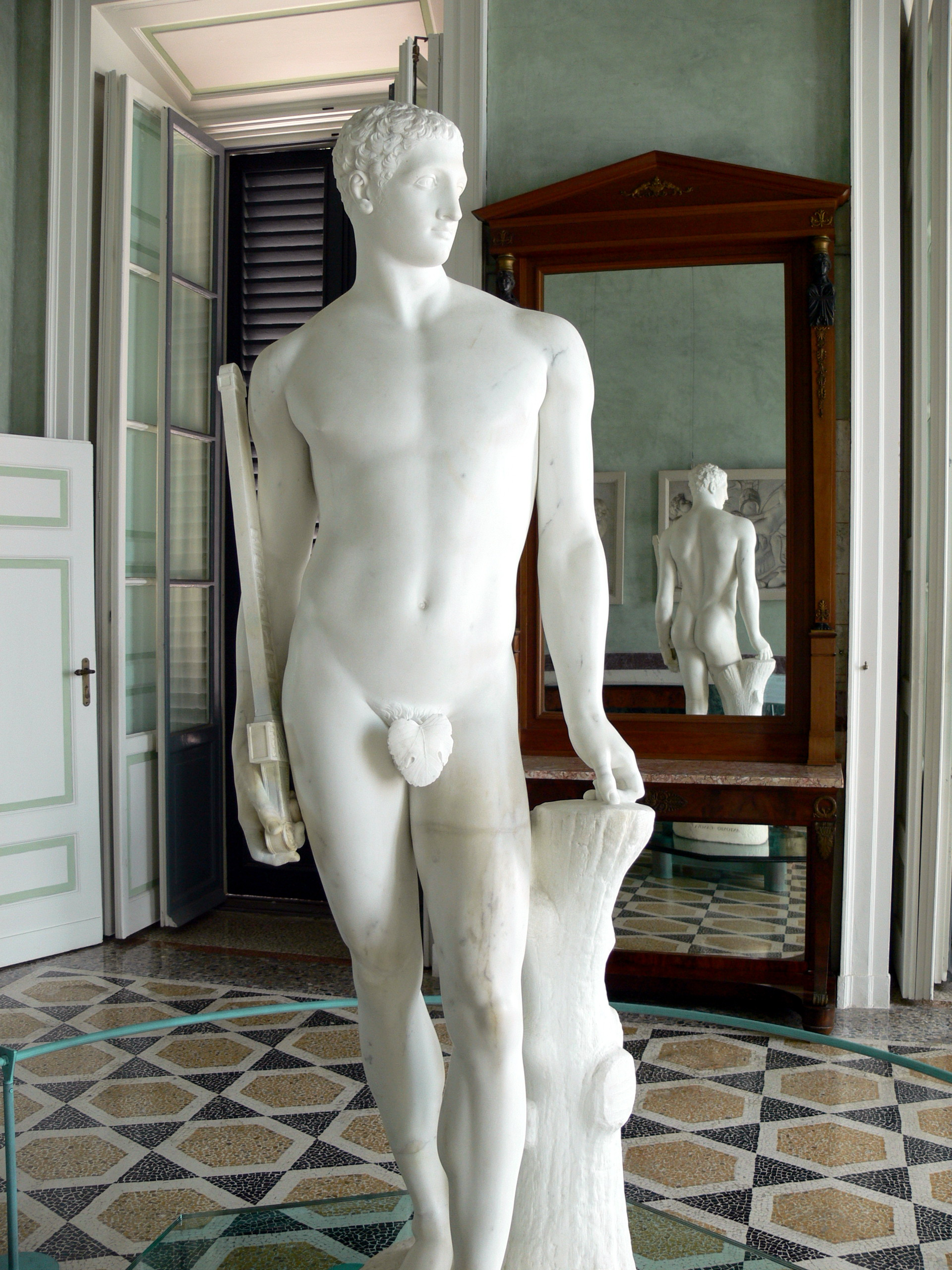
Palamedes, estátua de mármore de Antonio Canova.

Palamedes (em grego antigo: Παλαμήδης) é um personagem da mitologia greco-romana. Filho de Náuplio, rei da ilha de Eubeia, e de Clímene, filha de Catreu, discípulo de Quíron, era um dos príncipes gregos que participaram da guerra de Troia. Descendia de Dânao, e portanto de seu filho Belo, rei do Egito (que não deve ser confundido com o Belo apresentado por Virgílio na Eneida como antepassado de Dido).
Ao participar dos preparativos da guerra de Troia, Palamedes desmascarou Ulisses, que se fingia de louco para não participar da expedição. O príncipe grego o encontrou semeando sal em um campo que arava com uma junta composta por um jumento e um touro. Palamedes pegou Telêmaco, filho de Ulisses, e o colocou na frente do arado. 
A reação imediata de Ulisses para salvar o filho provou que ele não estava tão louco e, mesmo renitente, o herói teve de se juntar à frota que zarpou para Troia. Ulisses nunca lhe perdoou essa intervenção e dali por diante ficou arquitetando como iria se vingar.
Outros motivos contribuíram para aumentar ainda mais o ódio de Ulisses. Durante a guerra, Palamedes o acusou de traição, por deixar faltar comida para o exército, embora tivesse ido à Trácia para comprar alimentos. Palamedes também desaprovava publicamente a guerra longa e ruinosa dos gregos contra os troianos.
Palamedes recomendou que fosse apedrejada Epípola, uma moça que se disfarçou de homem para livrar seu pai, já idoso, de ir à guerra. Ajudou muitas vezes o exército dos aqueus, inventando passatempos para os soldados se distraírem nas pausas da guerra. Isso atraía para ele a simpatia dos soldados e a admiração dos comandantes aqueus, sobretudo de Agamemnon.
Ulisses, para se vingar, produziu uma carta supostamente enviada por Príamo, rei dos troianos, a Palamedes, escrita por coação por um prisioneiro troiano, para fazer crer que Palamedes era um traidor. Ulisses o acusou então de conivência com o inimigo e, para reforçar sua denúncia, escondeu ouro, preço da traição, na tenda de Palamedes. Quando o ouro foi descoberto, Palamedes foi condenado à morte pelo conselho de guerra e apedrejado injustamente. 
Ovídio discute o papel de Palamedes na guerra de Troia nos livros XII e XIII das Metamorfoses. O destino do herói grego é descrito por Virgílio no livro II da Eneida (versos 81-85).
Palamedes foi considerado um dos heróis gregos mais talentosos. Segundo Higino (Fabulae, 277), ele criou onze letras do alfabeto grego. Era o alfabeto pelasgo, que mais tarde Cadmo levou para a Beócia e Evandro da Arcádia, com sua mãe Carmenta, introduziu na Itália. 
A tradição mítica grega lhe atribui um grande número de invenções. Filóstrato escreve que foi ele quem inventou o farol, a balança, o disco e a guarda com sentinelas. Conta-se que ele também criou o uso da moeda, os pesos, as medidas, os jogos de xadrez e de dados e os sinais de fogo para transmitir mensagens. Os inventos atribuídos a Palamedes tiveram origem provavelmente em Creta.
Platão, em seus diálogos, descreve o sofista Górgias, num exercício de retórica, saindo em defesa de Palamedes. Com firme lógica jurídica, Górgias argumentava que Palamedes não podia ter traído os gregos e, se pudesse, não teria querido, e que era impossível provar o que não aconteceu.